# 장현우 (프로게이머)
장현우 (1997년 2월 23일 ~ )는 대한민국의 스타크래프트 II 프로게이머이다. 아이디는 Creator이며, 종족은 프로토스.
2011년부터 Prime 소속으로 활동했다.
2015년 7월 20일 Prime과의 결별을 공식 발표했다.
2015년 11월 17일 진에어 그린윙스 입단을 공식 발표했다. 2019년 12월 2일, 계약이 만료되어 진에어 그린윙스를 나왔으나, 12월 9일 다시 진에어 그린윙스와 계약했다.

## 주요 경력
프리미어 개인리그 우승 2회, 준우승 1회
- 2011년 LG 시네마 3D, 인텔코리아 글로벌 스타크래프트 II 리그 May Code A 16강
- 2011년 LG 시네마 3D, 인텔코리아 슈퍼 토너먼트 64강
- 2011년 PEPSI 글로벌 스타크래프트 II 리그 July Code A 32강
- 2011년 소니 에릭슨 글로벌 스타크래프트 II 리그 Nov. Code A 48강
- 2012년 핫식스 2012 글로벌 스타크래프트 II 리그 시즌 1 Code A 32강
- 2012년 핫식스 2012 글로벌 스타크래프트 II 리그 시즌 2 Code A 12강
- 2012년 IPL Tournament of Champions 준우승
- 2012년 무슈제이 2012 글로벌 스타크래프트 II 리그 시즌 3 Code S 32강
- 2012년 2012 월드 챔피언십 시리즈(WCS) 한국대표 선발전 우승 (1세트 2:0, 2세트 2:1 박현우)
- 2012년 Teamliquid Star League Season4 우승 (4:2 이승현)
- 2012년 2012 월드 챔피언십 시리즈(WCS) 글로벌 파이널 준우승 (2:4 원이삭)
- 2013년 핫식스 2013 글로벌 스타크래프트 II 리그 시즌 1 Code S 32강
- 2013년 2013 MLG Winter Championship 32강
- 2013년 제4회 인천 실내무도아시아경기대회 스타2 부문 국가대표 선발전 16강
- 2013년 WCS 코리아 2013 시즌 1 망고식스 글로벌 스타크래프트II 리그 Code S 32강
- 2013년 2013 WCS Korea Season 1 챌린저리그 24강
- 2013년 2013 WCS 코리아 시즌 2 챌린저리그 48강
- 2013년 WCG 2013 한국대표선발전 스타크래프트 ll 부문 16강
- 2013년 2013 WCS 코리아 시즌 3 챌린저리그 32강
- 2014년 조이기어 ESTV컵 시즌1 우승
- 2014년 배달넷 ESTV컵 시즌2 4강
- 2015년 스타크래프트 II 스타리그 2015 시즌 2 챌린지 24강
- 2015년 2015 스베누 글로벌 스타크래프트 II 리그 시즌 2 코드 S 32강
- 2015년 2015 핫식스 글로벌 스타크래프트 II 리그 시즌 3 코드 A 48강
- 2016년 2016 핫식스 글로벌 스타크래프트 II 리그 시즌 1 코드 S 32강
- 2016년 2016 핫식스 글로벌 스타크래프트 II 리그 시즌 2 코드 A 48강
- 2017년 2017 VSL Season 1 16강
- 2017년 2017 핫식스 글로벌 스타크래프트 II 리그 시즌 2 코드 S 32강
- 2018년 2018 글로벌 스타크래프트 II 리그 시즌 1 코드 S 32강
- 2018년 2018 GSL Super Tournament 시즌2 8강
- 2018년 HomeStory Cup XVIII 32강
- 2019년 2019 마운틴듀 GSL Season 1 코드 S 32강
- 2019년 IEM Season XIII - Katowice 24강
- 2019년 2019 마운틴듀 글로벌 스타크래프트 II 리그 시즌 2 코드 S 32강
- 2019년 2019 마운틴듀 글로벌 스타크래프트 II 리그 시즌 3 코드 S 32강